# 戀上優質男孩
《戀上優質男孩》是日本漫畫家高永雛子創作的單篇漫畫，單行本全1冊。

## 劇情
慎吾喜歡優秀的人，並認為從小一起長大的廣司是外表英俊、文武雙全、完美無缺的優質男孩，但慎吾不知道的是，廣司之所以努力讓自己如此出色，是為了讓慎吾留下深刻印象。慎吾的表哥修一同樣優秀無比，他久違地與見到慎吾，並讓他深深著迷。廣司不得不坦白自己的心意，他對慎吾霸王硬上弓，之後哭著向他道歉並告白，慎吾接受了他的心意，兩人就此成為戀人。

## 出版
角川書店在2004年1月29日發售《戀上優質男孩》。台灣由台灣角川代理，於2004年7月24日發行。北美地區由TOKYOPOP發行，譯名為，在2008年11月4日發售。德國由TOKYOPOP德國分部發行，譯名為，在2007年3月發行。
| 卷數 | 角川書店      | 角川書店               | 台灣角川      | 台灣角川               |
| 卷數 | 發售日期      | ISBN                   | 發售日期      | ISBN                   |
| ---- | ------------- | ---------------------- | ------------- | ---------------------- |
| 全   | 2004年1月29日 | ISBN 978-4-04-853716-2 | 2004年7月24日 | ISBN 978-986-742-711-3 |

## 評價
Mania.com的Danielle van Gorder稱讚該作品的角色設計非常獨特，不過印刷得有點糊，讓網點效果顯得很差。Pop Shock Culture的Isaac Hale稱讚漫畫中的故事都充滿了可愛的幽默。Comic Book Bin的Leroy Douresseaux讚許作者「以各種情緒、技巧和風格為故事賦予不同的溫度，有些火辣性感，而有些可愛風趣。